# Коврайські Хутори
Коврайські Хутори́ — село в Україні, у Золотоніському районі Черкаської області, входить до складу Піщанської сільської громади. Населення — 246 чоловік (2001).

## Історія
Хутори були приписані до церквов у Піщаному.
Коврайскі хутори складаются з хуторів: Проценков, Сребрянський, Вознівщина, Мукали та Жежилевський.
У 1862 році у хуторах Коврайскіх було 42 двори де жило 367 осіб (164 чоловічої  та 203 жіночої статі), а 1 1911 році на 1-му хуторі 196 (104 та 92), а на 2-му 347 (173 та 174).

## Населення

### Мова
Розподіл населення за рідною мовою за даними перепису 2001 року:
| Мова       | Кількість | Відсоток |
| ---------- | --------- | -------- |
| українська | 246       | 100%     |